# بني سريع (كحلان عفار)

تعديل مصدري - تعديل

بني سريع هي إحدى قرى عزلة بنى موهب بمديرية كحلان عفار التابعة لمحافظة حجة، بلغ تعداد سكانها 233 نسمة حسب تعداد اليمن لعام 2004.